# Новоселье (Сланцевский район)
Новоселье — деревня в Сланцевском районе Ленинградской области. Административный центр Новосельского сельского поселения.

## История
НОВОСЕЛЬЕ — деревня госпожи Мордвиновой, по просёлочной дороге, число дворов — 8, число душ — 39 м. п. (1856 год)

НОВОСЕЛЬЕ — деревня владельческая при речке Белке, число дворов — 10, число жителей: 21 м. п., 34 ж. п. (1862 год) 

В XIX — начале XX века деревня административно относилась к Выскатской волости 1-го земского участка 1-го стана Гдовского уезда Санкт-Петербургской губернии.
Согласно Памятной книжке Санкт-Петербургской губернии 1905 года деревня входила в Кислинское сельское общество.
- Деревня Новоселье на карте 1919 года

С 1917 по 1918 год деревня находилась в составе Гоголевской волости Гдовского уезда.
С 1918 года, в составе  Рудненской волости.
С 1922 года, в составе Новосельского сельсовета Доложской волости.
С 1924 года, в составе Наволокского сельсовета.
С февраля 1927 года, в составе Выскатской волости.
С августа 1927 года, в составе Рудненского района.
С 1928 года, в составе Новосельского сельсовета. В 1928 году население деревни составляло 162 человека.
По данным 1933 года село Новоселье являлось административным центром Новосельского сельсовета Рудненского района, в который входили 9 населённых пунктов: деревни Гверезно I, Гверезно II, Наволок, Засторонье, Старо-Мыза, Климатино; сёла Новоселье, Великое Село; выселок Леонтиевское, общей численностью населения 1560 человек. С августа 1933 года, в составе Гдовского района.
По данным 1936 года в состав Новосельского сельсовета Гдовского района входили 13 населённых пунктов, 326 хозяйств и 10 колхозов.
С января 1941 года, в составе Сланцевского района.
С 1 августа 1941 года по 31 января 1944 года, германская оккупация.
С 1963 года, в составе Кингисеппского района.
По состоянию на 1 августа 1965 года посёлок Новоселье входил в состав Новосельского сельсовета Кингисеппского района, административным центром Новосельского сельсовета была деревня Заовражье.
С ноября 1965 года, вновь в составе Новосельского сельсовета Сланцевского района. В 1965 году население деревни составляло 125 человек.
По данным 1973 года деревня Новоселье являлась административным центром Новосельского сельсовета Сланцевского района.
По данным 1990 года деревня Новоселье являлась административным центром Новосельского сельсовета, в который входили 34 населённых пункта, общей численностью населения 1284 человека. В самой деревне Новоселье проживали 622 человека.
В 1997 году в деревне Новоселье Новосельской волости проживали 715 человек, в 2002 году — 550 человек (русские — 89 %). Деревня являлась административным центром волости.
В 2007 году в деревне Новоселье Новосельского СП проживали 567 человек, в 2010 году — 525 человек.

## География
Деревня расположена в юго-восточной части района на автодороге 41К-020 (Сижно — Будилово — Осьмино).
Расстояние до районного центра — 36 км.
Расстояние до ближайшей железнодорожной платформы Сланцы — 35 км.
Через деревню протекает река Белка.

## Демография
| 1862 | 2007 | 2010 | 2017 |
| ---- | ---- | ---- | ---- |
| 55   | ↗567 | ↘525 | ↗698 |